# Capnodium
Genre
Capnodium est un genre de champignons ascomycètes de la famille des Capnodiaceae.
Ce genre a été défini en 1849 par le mycologue français Camille Montagne avec Capnodium salicinum comme  espèce type. C'est un des responsables de la fumagine.

## Liste d'espèces
Selon Catalogue of Life (30 mars 2016) :
- Capnodium acokantherae Bacc., 1907
- Capnodium annonae Pat., 1904
- Capnodium australe Mont., 1849
- Capnodium baccharidis Bat. & Cif., 1963
- Capnodium bambusicola Rick, 1906
- Capnodium batistae D.K. Kulk. & U.K. Kulk., 1977
- Capnodium berberidis S. Ahmad, 1979
- Capnodium carissae D.K. Kulk. & U.K. Kulk., 1978
- Capnodium cassiae D.K. Kulk. & U.K. Kulk., 1978
- Capnodium citri Berk. & Desm., 1849
- Capnodium clavatum Bat. & Cif., 1963
- Capnodium coartatum Chomnunti & K.D. Hyde, 2011
- Capnodium coffeae Pat., 1893
- Capnodium cryptolepidis M.S. Patil, 1980
- Capnodium dematum (V.A.M. Mill. & Bonar) D.R. Reynolds, 1989
- Capnodium elongatum Berk. & Desm., 1849
- Capnodium erythrinicola Viégas, 1944
- Capnodium fibrosum Berk., 1855
- Capnodium guajavae C. Bernard, 1907
- Capnodium hibiscicola A. Pande, 2008
- Capnodium hirtum Speg., 1908
- Capnodium jasmini D.K. Kulk. & U.K. Kulk., 1978
- Capnodium kamatii D.K. Kulk. & U.K. Kulk., 1977
- Capnodium loranthi D.K. Kulk. & U.K. Kulk., 1978
- Capnodium minimum Bubák, 1906
- Capnodium musae Viégas, 1944
- Capnodium nudicum D.K. Kulk. & U.K. Kulk., 1981
- Capnodium phyllanthi D.K. Kulk. & U.K. Kulk., 1981
- Capnodium rehmii (Feltgen) Höhn., 1906
- Capnodium stellatum C. Bernard, 1907
- Capnodium theae Boedijn, 1931
- Capnodium tiliae (Fuckel) Sacc., 1882
- Capnodium tropicum (Mont.) Pat., 1903
- Capnodium uniseptatum (L.R. Fraser) S. Hughes, 1981
- Capnodium usteri Rehm, 1907
- Capnodium walteri Sacc., 1893

Selon Index Fungorum (30 mars 2016) :
- Capnodium acokantherae Bacc. 1907
- Capnodium annonae Pat. 1904
- Capnodium armeniacae Thüm. 1888
- Capnodium australe Mont. 1849
- Capnodium baccharidis Bat. & Cif. 1963
- Capnodium bambusicola Rick 1906
- Capnodium batistae D.K. Kulk. & U.K. Kulk. 1977
- Capnodium berberidis S. Ahmad 1979
- Capnodium caespitosum Ellis & Everh. 1894
- Capnodium carissae D.K. Kulk. & U.K. Kulk. 1978
- Capnodium caroliniense Berk. & Desm. 1849
- Capnodium cassiae D.K. Kulk. & U.K. Kulk. 1978
- Capnodium citri Berk. & Desm. 1849
- Capnodium citri Penz. ex Sacc. 1882
- Capnodium citricola McAlpine 1896
- Capnodium clavatum Bat. & Cif. 1963
- Capnodium coartatum Chomnunti & K.D. Hyde 2011
- Capnodium coffeae Pat. 1893
- Capnodium corni Auersw.
- Capnodium crouanii Mont. 1857
- Capnodium cryptolepidis M.S. Patil 1980
- Capnodium dematum (V.A.M. Mill. & Bonar) D.R. Reynolds 1989
- Capnodium elaeophilum Prill.
- Capnodium ellisii Mussat 1900
- Capnodium elongatum Berk. & Desm. 1849
- Capnodium erythrinicola Viégas 1944
- Capnodium eugeniarum Cooke
- Capnodium expansum Berk. & Desm. 1849
- Capnodium fibrosum Berk. 1855
- Capnodium foedum Sacc. 1884
- Capnodium fruticola Pat. 1889
- Capnodium fuligo Thüm. 1878
- Capnodium grandisporum (L.R. Fraser) Bat. & Cif. 1963
- Capnodium guajavae C. Bernard 1907
- Capnodium guaraniticum Speg. 1886
- Capnodium hibiscicola A. Pande 2008
- Capnodium hirtum Speg. 1908
- Capnodium jasmini D.K. Kulk. & U.K. Kulk. 1978
- Capnodium kamatii D.K. Kulk. & U.K. Kulk. 1977
- Capnodium lanosum Cooke 1880
- Capnodium lentisci Thüm. ex Sacc. 1882
- Capnodium lonicerae (Fuckel) Sacc. 1882
- Capnodium loranthi D.K. Kulk. & U.K. Kulk. 1978
- Capnodium lygodesmiae Ellis & Everh. 1895
- Capnodium mangiferae Cooke 1876
- Capnodium melioloides Pat. 1895
- Capnodium mesnierianum Thüm. 1878
- Capnodium minimum Bubák 1906
- Capnodium musae Viégas 1944
- Capnodium nerii Rabenh. 1864
- Capnodium nudicum D.K. Kulk. & U.K. Kulk. 1981
- Capnodium pelliculosum Ellis 1892
- Capnodium persicae Turpin
- Capnodium persoonii Berk. & Desm. 1849
- Capnodium phyllanthi D.K. Kulk. & U.K. Kulk. 1981
- Capnodium pini Berk. & M.A. Curtis 1876
- Capnodium pomorum Berk. & M.A. Curtis 1876
- Capnodium puccinoides Ellis & Everh. 1888
- Capnodium ramosum Cooke 1893
- Capnodium rehmii (Feltgen) Höhn. 1906
- Capnodium rhamni Cooke & Harkn.
- Capnodium sphaeroideum Delacr.
- Capnodium stellatum C. Bernard 1907
- Capnodium tanakae Shirai & Hara 1916
- Capnodium taxi Sacc. & Roum. 1881
- Capnodium theae Boedijn 1931
- Capnodium thuemenii Sacc. 1882
- Capnodium thwaitesii Berk. 1857
- Capnodium tiliae (Fuckel) Sacc. 1882
- Capnodium trichostomum Speg. 1896
- Capnodium tropicum (Mont.) Pat. 1903
- Capnodium uniseptatum (L.R. Fraser) S. Hughes 1981
- Capnodium usteri Rehm 1907
- Capnodium vagans (Pers.) Rostr. 1906
- Capnodium walteri Sacc. 1893